# Бенедетти, Сильвия
Сильвия Бенедетти (итал. Silvia Benedetti, родилась 24 октября 1979 года в Падуе) — итальянский политик, депутат Палаты депутатов Италии от Движения пяти звёзд.

## Биография
По образованию — биолог. 19 марта 2013 года по итогам парламентских выборов избрана в Палату депутатов Италии от XIV избирательного округа Фриули—Венеция Джулия от Движения пяти звёзд. Секретарь XIII комиссии (по сельскому хозяйству) с 21 июля 2015.